# Bulbophyllum lasianthum
Bulbophyllum lasianthum är en orkidéart som beskrevs av John Lindley. Bulbophyllum lasianthum ingår i släktet Bulbophyllum och familjen orkidéer. Inga underarter finns listade i Catalogue of Life.